# Руска чешма
Руската чешма е монумент в чест на Съветската армия, разположен в неврокопското село Баничан, България.

## Местоположение
Паметникът се намира на Републикански път II-19.

## История
През март 1945 година 14-ти Артьомовски стрелкови полк е изтеглен от Драма и се разполага на лагер североизточно от село Баничан. След капитулацията на Германия през май 1945 година, съветските войски се изтеглят. В 1969 година на мястото е построена каменна чешма, на която е поставена плоча с надпис „На руските войници от признателното население на района“. В 1975 година Ангел Маринов пише текста, а Иван Дживджорски - музиката на песен, наречена „Руската чешма“.
В началото на 70-те години Общинският съвет на Българската комунистическа партия взима решение да бъде изградена по-голяма чешма, но изграждането се забавя няколко години. Изграждането на мемориала е дело на инженер Тодор Стефанов, като в него се включват и учениците от Баничан, под ръководството на учителя Стойко Башаков. Поставени са два надписа: „60 години Октомври“ и „На Артьомовски гвардейски полк, лагерувал тук през 1944“. Чешмата е официално открита в 1977 година от Петър Дюлгеров – секретар на ЦК на БКП по повод 60-годишнината Октомврийската революция в Русия. Малко по-късно в мемориала е поставено и едно съветско оръдие.
През 90-те години са откраднати месинговите букви от надписите.
Паметникът е включен в Регистъра на военните паметници в България.